# 季球蚜属
季球蚜属（学名：Gilletteella）为球蚜科的一个属。

## 物种
本属包括以下物种：
- Gilletteella coweni (Gillette, 1907)